# Regius Professor of History (Oxford)

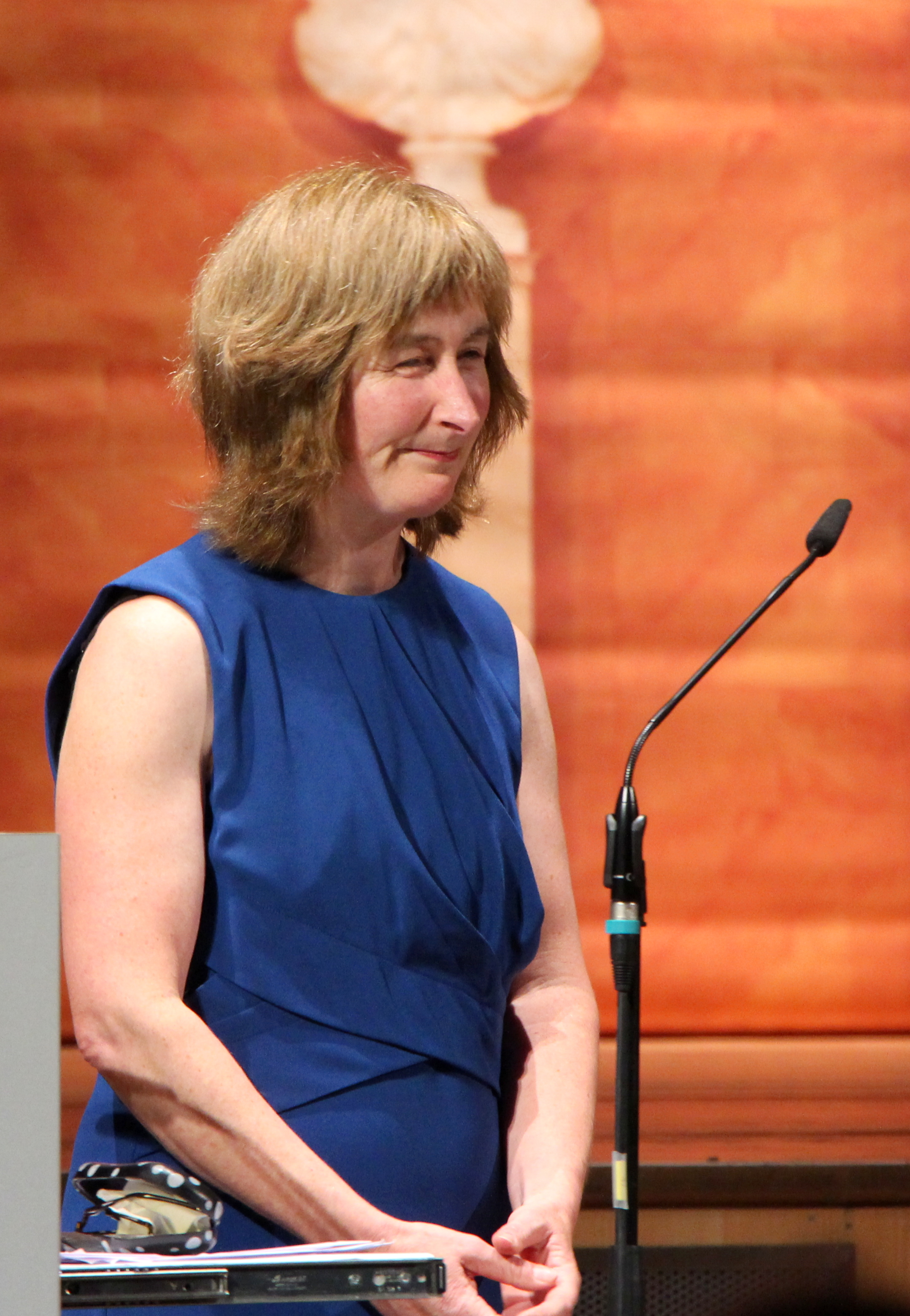
Die amtierende Regius Professorin Lyndal Roper auf dem Göttinger Historikertag

Der Regius Professor of History ist eine 1724 von König George I. gestiftete Regius-Professur für Geschichtswissenschaft an der University of Oxford. Eine weitere Professur für Geschichte wurde gemeinsam mit dieser Professur auch an der University of Cambridge eingerichtet. Des Weiteren gibt es an der University of Oxford noch eine Professur für englische Kirchengeschichte, die Regius Professor of Ecclesiastical History und bis 1935 eine Regius Professur für schottische Kirchengeschichte in Glasgow, die seit 1935 als Professor of Ecclesiastical History weiter besetzt wird.
1728 bestätigte George II. die Professur als Regius Professur. Die ursprüngliche Bezeichnung Regius Professor of Modern History wurde für die Professur in Oxford 2005 fallengelassen, da das Attribut „Modern“ (etwa moderne vs. frühe Geschichte), als künstlicher Gegensatz zu „Ancient“ History seine Bedeutung verloren hatte. Zwischenzeitlich waren aber auch andere Bezeichnungen in Verwendung. So bezeichnet der University Calendar 1821 die Professur als Regius Professor of Modern History and Modern Languages, was den Absichten der Könige zur Gründung des Lehrstuhls sehr entgegenkam.

## Geschichte des Lehrstuhls
1724 hatte sich Georg I. gegenüber den Vizekanzlern von Oxford und Cambridge beschwert, wie schlecht es um die Ausbildung in modernen Sprachen stehe. Grundlage war die Tatsache, dass moderne Sprachen nicht gelehrt wurden und das die Ausbildung des Personals für das Außenministerium, das Foreign Office, den Bemühungen der potentiellen Amtsinhaber überlassen war. Die von George I. gestifteten Professuren für Geschichte ermöglichten es dem Regenten, die Ausbildung des auswärtigen Dienstes im eigenen Land unter kontrollierteren Bedingungen durchführen zu lassen.
Der erste Professor, David Gregory, Sohn des Astronomen und Mathematikers David Gregory (1661–1708) auf dem Savilian Chair of Astronomy, war noch Fellow des Christ Church College und seine Nachfolger in anderen Colleges. Heute ist die Professur fest mit einer Fellowschaft im Balliol College verbunden.
Als die Professur 1866 wieder unbesetzt war, war gerade ein Regierungswechsel vollzogen und die dritte Regierung Disraeli / Derby hatte das Vorschlagsrecht für die Professur. Als Kandidaten wurden Edward Augustus Freeman, James Anthony Froude und William Stubbs gehandelt. Und obwohl Stubbs der jüngste und unerfahrenste der drei vorgeschlagenen war, wurde er zum Regius Professor berufen. Seine Mitbewerber würden ihm in der genannten Reihenfolge im Amt folgen.

## Inhaber des Lehrstuhls
| Name                               | Namenszusatz           | von  | bis  | Anmerkung |
| ---------------------------------- | ---------------------- | ---- | ---- | --- |
| David Gregory                      | B.A., M.A., B.D., D.D. | 1724 | 1736 | Gregory stammt aus einer der berühmtesten Gelehrtenfamilien Schottlands. Sein Vater, David Gregory (1659–1708) hatte als Savilian Chair of Astronomy an der Universität Oxford gelehrt. |
| William Holmes                     |                        | 1736 | 1742 | |
| Joseph Spence                      |                        | 1742 | 1768 | |
| John Vivian                        |                        | 1768 | 1771 | |
| Thomas Nowell                      |                        | 1771 | 1801 | |
| Henry Beeke                        |                        | 1801 | 1813 | |
| Edward Nares                       |                        | 1813 | 1841 | |
| Thomas Arnold                      |                        | 1841 | 1842 | |
| John Anthony Cramer                |                        | 1842 | 1848 | |
| Henry Halford Vaughan              |                        | 1848 | 1858 | |
| Coldwin Smith                      |                        | 1858 | 1866 | |
| William Stubbs [ 8 ] [ 16 ] [ 17 ] |                        | 1866 | 1884 | |
| Edward Augustus Freeman            |                        | 1884 | 1892 | Freeman lebte die meiste Zeit seines Lebens zurückgezogen in Somerleaze, wo er eine Vielzahl von Arbeiten über viele Fachgebiete verfasste. Bekannt wurde er jedoch nur mit seinem Werk History of the Norman Conquest.                                                                              |
| James Anthony Froude               |                        | 1892 | 1894 | Der Lehrstuhl war William Edward Hartpole Lecky angeboten worden, der ihn allerdings ablehnte und im gleichen Jahr zum Mitglied des irischen Parlaments gewählt wurde. Froudes wichtigstes Werk war die zwölfbändige History of England from the Fall of Wolsey to the Defeat of the Spanish Armada. |
| Frederick York Powell              |                        | 1894 | 1904 | |
| Charles Harding Firth              |                        | 1904 | 1925 | |
| Henry William Carless Davis        |                        | 1925 | 1928 | |
| Frederick Maurice Powicke          |                        | 1928 | 1947 | |
| Vivian Hunter Galbraith            |                        | 1947 | 1957 | |
| Hugh Trevor-Roper                  |                        | 1957 | 1980 | |
| Michael Eliot Howard               |                        | 1980 | 1989 | |
| John Huxtable Elliott              |                        | 1990 | 1997 | 1999 wurde Elliott der Balzan-Preis verliehen. |
| Robert John Weston Evans           | Ph.D., F.B.A.          | 1997 | 2011 | |
| Lyndal Roper                       | Ph.D., F.A.H.A.        | 2011 |      | |